# پدر و مادری (مجموعه تلویزیونی ۱۹۹۰)
پدر و مادری (انگلیسی: Parenthood) یک مجموعه تلویزیونی کمدی موقعیت آمریکایی بر اساس فیلمی با همین نام در سال ۱۹۸۹ است. این مجموعه به تهیه‌کنندگی ران هوارد (که کارگردانی فیلم را نیز بر عهده داشت) به مدت یک فصل از ۲۰ اوت ۱۹۹۰ تا ۱۱ اوت ۱۹۹۱ از شبکه ان‌بی‌سی پخش شد.